# روي ناسيمنتو
روي ناسيمنتو (بالبرتغالية: Rui Campos do Nascimento) (23 سبتمبر 1960 بريو دي جانيرو في البرازيل - ) هو لاعب كرة طائرة برازيلي. شارك في الألعاب الأولمبية الصيفية 1984.

## وصلات خارجية
- روي ناسيمنتو على موقع دوري الدرجة الأولى الإيطالي للكرة الطائرة - رجال (الإيطالية)
- روي ناسيمنتو على موقع أوليمبيديا (الإنجليزية)
- روي ناسيمنتو على موقع اللجنة الأولمبية البرازيلية (البرتغالية)